# 海邊路 (高雄市)
海邊路（Haibian Rd.）為高雄市苓雅區的一般道路，大致呈反S形。北於五福路口銜接河東路，東於成功路口銜接三多四路。是高雄流行音樂中心和高雄港埠旅運中心的重要道路。

## 行經行政區域
- 苓雅區

## 沿線設施
（由北至南）
- 愛河
- 苓雅寮鐵橋
- 光榮碼頭
- 高雄流行音樂中心
  - 礁群複合空間
  - 鯨魚堤岸
  - TESL高雄電競館
- 經濟部標準檢驗局高雄分局
- 內政部移民署國境事務大隊高雄港國境事務隊
- 輕軌光榮碼頭站
- 世邦國際集運股份有限公司高雄分公司
- 輕軌旅運中心站
- 高雄港埠旅運中心

## 公共自行車
- 高雄市公共自行車租賃系統：
  - 海邊新田路口：海邊路/新田路(西南側)
  - 輕軌光榮碼頭站：海邊路/永平路口
  - 海邊苓中路口：海邊路/苓中路(西北側)
  - 輕軌旅運中心站：永平路/海邊路(西北角)
  - 輕軌旅運中心站(海邊路)：海邊路/苓南前路(東北側)

## 相關連結
- 高雄市主要道路列表